# 東埼玉テクノポリス

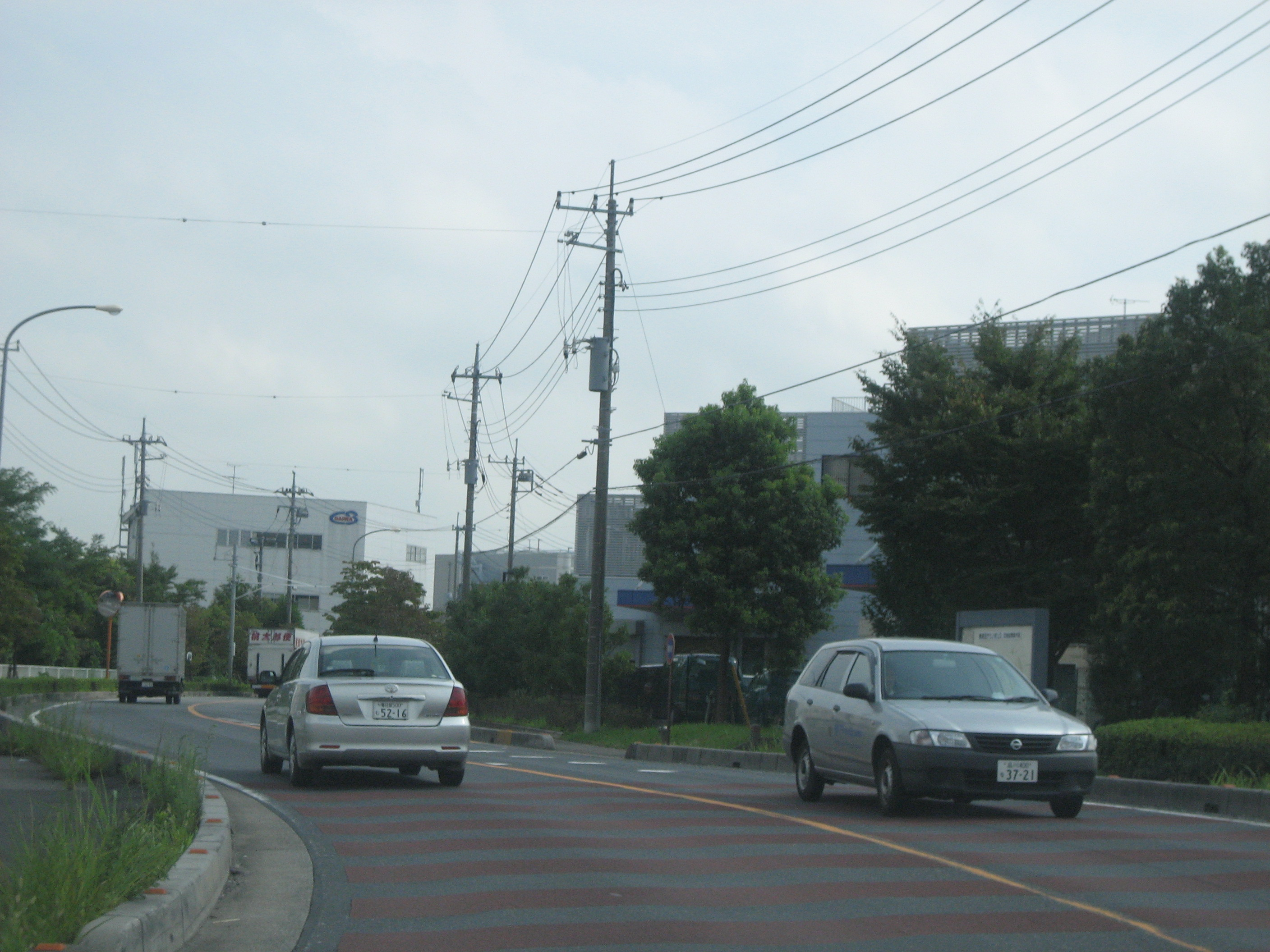
団地内の道路

東埼玉テクノポリス（ひがしさいたまてくのぽりす）は、埼玉県吉川市旭と北葛飾郡松伏町田島にまたがる地域にある工業団地である。造成当初は「吉松工業団地」という名称であった。東埼玉テクノポリス(technopolis)という名称は、technology+polisという造語であり、技術社会、技術集積社会といった意味である。

## 概要
1997年（平成9年）に埼玉県企業局により造成された工業団地である。総面積357,950平米を有し、33社の企業が進出している。流山ICから近距離と物流環境に恵まれているのが特徴である。
1998年（平成10年）5月より、同工業団地に入居する丸和運輸機関が設立したバス事業者のジャパンタローズにより、吉川駅 - 東埼玉テクノポリス間のシャトルバスが運行開始された。
2001年（平成13年）に埼玉県が行った「彩の国工業団地ゼロエミッション推進事業」において、モデル地区に選ばれ、他の工業団地の範となる実績をあげている。

## 主な企業
- 厚川産業(株)
- AW・ウォーター(株)
- SBSロジコム(株)
- オーイーエムサプライ工業(株)
- (株)オーム電機
- (株)オカヤス
- (株)カスタムグラビア
- 京昶パッケージ(株)
- (株)サイゼリヤ
- (株)酒井木型製作所
- 三生技研(株)
- 三和トソー(株)
- JTB印刷(株)
- 新興産業(株)
- 鈴鹿特殊合板(株)
- 安田倉庫(株)
- (株)大成綜合印刷
- 大同DMソリューション(株)
- (株)高岡電気工業
- 田辺工業(株)
- 中外写真薬品(株)
- 東京日野自動車(株)
- 東武商事(株)
- 東包印刷(株)
- (株)TOZEN
- (株)ニッカコーティング
- (株)日本環境調査研究所
- (株)八光電機製作所
- 福助ロジスティクス(株)
- (株)マルシン
- (株)丸和運輸機関
- (株)丸和通運
- 吉野電化工業(株)

## 拡張計画
吉川市が、現東埼玉テクノポリスの南に隣接している19.1haの区域（農地）を土地区画整理事業による拡張を計画している。

## アクセス

### 公共交通機関
- JR武蔵野線吉川駅よりバス25分
- JR武蔵野線南越谷駅・東武伊勢崎線新越谷駅よりバス40分
- 東武伊勢崎線北越谷駅よりバス30分
- JRバス関東 - 東京駅八重洲口から夜間に2便、三郷団地・吉川駅・吉川団地を経由して松伏方面(吉川・松伏線 松伏ターミナル行き)に高速バスが運行されており、「東埼玉テクノポリス」停留所がある。所要約70分。かつては朝に上り方向も運転されていた。

### 道路
- 常磐自動車道　流山インターチェンジより松戸野田有料道路野田橋方面　15分